# Michele Di Tolve
Michele Di Tolve (Milão, 19 de maio de 1963) é um clérigo católico romano italiano e bispo auxiliar em Roma, bem como regente do Pontifício Seminário Romano e responsável pela formação sacerdotal em Roma.

## Vida
Michele Di Tolve cresceu em Pagliera (município de Lainate). Estudou filosofia e teologia católica no seminário arquiepiscopal de Milão. O Arcebispo de Milão, Carlo Maria Martini, SJ, ordenou-o diácono em 4 de dezembro de 1988 em Cesano Maderno e ordenou-o sacerdote em 10 de junho de 1989 na Catedral de Milão.
Di Tolve trabalhou inicialmente como vigário paroquial da paróquia de Santi Gervaso e Protaso em Novate Milanese, antes de se tornar vigário paroquial da paróquia de Santa Maria Auxiliadora em Cassina de' Pecchi em 1996, bem como pároco de jovens na paróquia de Sant'Agata em Sant'Agata Martesana e assistente eclesiástico do grupo de escoteiros Cassina. De 2007 a 2014, Di Tolve foi responsável pela educação religiosa na Arquidiocese de Milão e de 2008 a 2014 também pela pastoral escolar. Durante este tempo também trabalhou como pároco na paróquia de San Marco, em Milão. Foi também membro da comissão catequética diocesana de 2005 a 2014 e do conselho consultivo do Istituto Superiore di Scienze Religiose de Milão de 2007 a 2014. Além disso, de 2009 a 2010 assessorou a comissão diocesana para os programas preparatórios dos sacramentos de iniciação. De 2014 a 2020, Di Tolve serviu como Regente do Seminário do Arcebispo em Milão. Além disso, foi membro da comissão de admissão à ordenação e assessorou o Conselho Episcopal da Arquidiocese de Milão. A partir de 2020, Di Tolve serviu como pároco das paróquias de San Giovanni Battista em Rho e Sant'Ambrogio ad Nemus em Passirana. Ele também foi cônego da Catedral de Milão desde 2015.
Em 26 de maio de 2023, o Papa Francisco nomeou-o bispo titular de Horrea e bispo auxiliar de Roma. Além disso, em 5 de julho de 2023, o Papa Francisco nomeou-o Regente do Pontifício Seminário Romano e também lhe atribuiu a promoção e coordenação da cooperação entre os vários centros de formação sacerdotal da diocese de Roma. O Arcebispo de Milão, Mario Enrico Delpini, ordenou-o bispo na Catedral de Milão em 2 de setembro do mesmo ano; os principais co-consagradores foram o cardeal vigário da diocese de Roma, Angelo De Donatis, e o bispo auxiliar de Milão, Giovanni Luca Raimondi.  Seu lema Perché andiate e portiate frutto (“Para que você possa se levantar e dar fruto”) vem de João 15:16. Como bispo auxiliar, Di Tolve é membro do Conselho Episcopal da Diocese de Roma.
Em 4 de março de 2024, o Papa Francisco também lhe confiou o cuidado do diaconato, do clero e da vida religiosa e da Ordo virginum da diocese de Roma.